# 桃山こまち
桃山 こまち（ももやま こまち、2010年12月25日 - ）は、日本の子役、女優、キッズモデルである。
岡山県出身。所属事務所はTRUSTAR。

## 経歴
スカウトをきっかけに芸能事務所TRUSTARに所属。

## 人物
趣味、特技はロボット作り、友達作り、ダンス、リレー、ギター、歌

## 出演

### 映画
- “それ”がいる森（2022年）亜美 役

### CM
- 積水ハウスWEB CM（2021年）
- 佐鳴予備校（2022年）
- TOSEI（2022年）

### スチール
- 日本コカ・コーラ、1,2,CUBE（2021年）
- ファミリアモデル（2022年）
- やずや（2022年）